# Drôles de manières
Pour plus de détails, voir Fiche technique et Distribution.
Drôles de manières (Nasty Habits) est un film britannique réalisé par Michael Lindsay-Hogg, sorti en 1977.

## Fiche technique
- Titre original : Nasty Habits
- Titre français : Drôles de manières
- Réalisation : Michael Lindsay-Hogg
- Scénario : Robert Enders d'après le roman de Muriel Spark
- Photographie : Douglas Slocombe
- Montage : Peter Tanner
- Musique : John Cameron
- Pays d'origine : Royaume-Uni
- Format : Couleurs - 1,85:1 - Mono
- Genre : Comédie
- Date de sortie : 1977

## Distribution
- Glenda Jackson : Alexandra
- Melina Mercouri : Gertrude
- Geraldine Page : Walburga
- Sandy Dennis : Winifred
- Anne Jackson : Mildred
- Anne Meara : Geraldine
- Susan Penhaligon : Felicity
- Edith Evans : Hildegarde
- Jerry Stiller : P.R. Priest
- Rip Torn : Maximilian
- Eli Wallach : Monsignor
- Shane Rimmer : Officer I / C
- Mike Douglas : Mike Douglas